# Swagger & Stroll Down the Rabbit Hole
Swagger & Stroll Down the Rabbit Hole (с англ. — «Фланируй и шагай вниз по кроличьей норе») — пятый студийный альбом шведской авангард-метал-группы Diablo Swing Orchestra. Релиз состоялся 2 ноября 2021 года.
Запись альбома началась в мае 2020 года вскоре после того, как из-за пандемии COVID-19 сорвались гастрольные планы группы. Для работы музыканты арендовали студию звукозаписи Top Floor Studios в Гётеборге, Швеция. К июлю был полностью записан вокал Кристин Эвегорд. Сведение продолжалось до декабря, а полностью все студийные работы над альбомом завершились в июне 2021 года.
Swagger & Stroll Down the Rabbit Hole содержит 13 треков, включая «Celebremos Lo Inevitable» — первую в карьере Diablo Swing Orchestra песню на испанском языке. Первой песней с альбома была выпущена «War Painted Valentine». По словами участников группы, во время работы над альбомом они были открыты для всех жанров музыки. Они исследовали жанры и стили, чтобы понять, как их использовать в процессе сочинения материала.
Обложку для альбома создал колумбийский художник Себастьян Коволль, который также работал над оформлением предыдущего альбома Diablo Swing Orchestra — Pacifisticuffs.

## Список композиций
| №   | Название                                  | Длительность |
| --- | ----------------------------------------- | ------------ |
| 1.  | «Sightseeing in the Apocalypse»           |              |
| 2.  | «War Painted Valentine»                   |              |
| 3.  | «Celebremos Lo Inevitable»                |              |
| 4.  | «Speed Dating an Arsonist»                |              |
| 5.  | «Jig of the Century»                      |              |
| 6.  | «The Sound of an Unconditional Surrender» |              |
| 7.  | «Malign Monologues»                       |              |
| 8.  | «Out Came the Hummingbirds»               |              |
| 9.  | «Snake Oil Baptism»                       |              |
| 10. | «Les Invulnéables»                        |              |
| 11. | «Saluting the Reckoning»                  |              |
| 12. | «The Prima Donna Gauntlet»                |              |
| 13. | «Overture to a Ceasefire»                 |              |

## Участники записи
Diablo Swing Orchestra
- Кристин Эвегорд (швед. Kristin Evegård) — вокал
- Даниель Хоканссон (швед. Daniel Håkansson) — гитара
- Понтус Мантефорс (швед. Pontus Mantefors) — гитара
- Андерс Юханссон (швед. Anders Johansson) — бас-гитара
- Йоханнес Бергион (швед. Johannes Bergion) — виолончель
- Мартин Исакссон (швед. Martin Isaksson) — труба
- Даниель Хедин (швед. Daniel Hedin) — тромбон
- Юхан Норбек (швед. Johan Norbäck) — ударные

Технический персонал и оформление
- Себастьян Коволль (исп. Sebastian Kowoll) — обложка